# Iringa Mvumi Zamani
Iringa Mvumi Zamani è una circoscrizione rurale (rural ward) della Tanzania situata nel distretto di Chamwino, regione di Dodoma. Conta una popolazione di 11 313 abitanti (censimento 2012).